# Szentandrási csata
A Szentandrási csata (románul Bătălia de la Sânandrei, németül Schlacht bei Sanktandreas) Arad közelében, a Maros jobb partján lezajlott csata, a mai Temesszentandrásnál a szegedi, valamint bihari hajdúk és a törökök között 1552-ben, Temesvár ostroma során. Feltételezések szerint július 23-án történt, de a dátum megfelelő adatok hiányában nem állapítható meg teljes pontossággal. Az ütközetben a nagyobb és felkészültebb török lovasság szabályszerűen lemészárolta Tóth Mihály csapatát, amely az ostromlott Temesvárba próbált Losonci Istvánnak erősítést vinni.
Az 1552. évi török hadjáratkor csak a szentandrási illetve a palásti ütközetek voltak olyan összecsapások, ahol nyílt terepen  kíséreltek meg csatát a törökökkel.

## Előzmények
1552 tavaszán a törökök több mint 30 ezer katonával vonultak Magyarország ellen. Erdélyben Gianbattista Castaldo vezérletével osztrák-német-spanyol-magyar-olasz-cseh csapatok állomásoztak már 1551 óta. A sereg ellenben a teljes szétesés útján haladt és a török-tatár-román csapatok is sakkban tartották őket.
A török fősereget vezető Kara Ahmed nagyvezír Temesvár ostromát kezdte el, mely a Maros menti várak egyik fontos láncszeme volt. A várat Losonczy kapitány magyar, spanyol, cseh és német katonái élén védte keményen, de idővel a zsoldosok fizetésére szánt pénznek és az élelemnek is szűkébe kerültek.
Losonczy feleségének, Pekry Annának üzent, hogy próbáljon erősítést szervezni. Pekry, aki szerette a férjét, ékszereit zálogba adta és a pénzt Földvári Istvánnak adta, hogy abból katonákat, lőport és élelmet szerezzen. A szegedi bírónak, Tóth Mihálynak is küldtek korábban hatezer forintot, amelyből a bíró 200 hajdút tartott meg zsoldban, akik egy korábbi török ellen vívott szegedi összecsapásból maradtak.
Földvári Lippára gyűjtötte össze katonáit, hozzá csatlakozott Tóth 200 hajdúja. Castaldo tábornok Varkócs Tamás bihari főispánt arra utasította, hogy hajdúival szintén vonuljon hozzájuk. Varkócs 1000 hajdúját ágyúkkal, valamint élelmiszer- és lőszerkészletével Tóth alá rendelte.

## A csata
Tóth reménykedett abban, hogy kicsiny seregével behatolhat a várba. Katonáival nem közölte egyértelműen a hadjárat célját és szándékát, mivel a kevéssé képzett hajdúknak rögvest inába szállt volna a bátorságuk, ha megtudják, hogy a török fősereg blokádját kell áttörniük.
Tóth csapata Arad alatt táborozott le, ő maga 500 lovassal indult el Temesvár felé, s mikor átkeltek a Maroson, Tóth közölte velük mi a célja. A hajdúk megrémültek és zúgolódni kezdtek, s minél közelebb kerültek a törökökhöz, annál jobban lazult a fegyelem. Többen már ekkor futni akartak. Tóth könyörgött hozzájuk, hogy maradjanak a helyükön, később már fenyegetni kezdte őket, sőt veréssel próbálta meg jobb belátásra bírni a gyáva hajdúkat.
Hamarosan, mikor elérték Temesszentandrást, ismét szét akartak oszlani. Ekkor a közelben álló török őrszemek figyelmesek lettek rájuk és azonnal riadóztatták az egyik lovasegységüket. A jóval nagyobb ellenséges oszmán hadtest azonnal és meglepetésszerűen rájuk támadt. A hajdúk egész idáig gyalog, lovaik kantárját kezükbe tartva haladtak és sokuknak még ideje sem maradt nyeregbe kapni, menten lekaszálták őket a fürge török lovasok. Egyedül csak Tóth harcolt vállvetve a törökök ellen, hanem mikor sebet kapott ő is menekülni kezdett, de csak nehezen bírt elvánszorogni.
A zsákmányul szerzett szekereket és lovakat a táborukba vitték az oszmánok, a megölt hajdúk közül száznak a fejét másnap be is hajították a várba.
Tóth szentandrási veresége hasonlított az évekkel ezelőtti szegedi fiaskóhoz, ahol a gyávaság és fegyelmezetlenség miatt nem sikerült a törökökkel szemben sikert kiharcolni és Szegedet visszaszerezni.

## A következmények
A sebesült Tóth egy bokorban bújt el, majd egy Ambrózi nevű környékbeli nemesúr házába tért be. Ambrózi ellátta, és mikor már némileg összeszedte magát, visszatért az aradi táborba. Tóth a vereség ellenére megpróbálta 1200 főre apadt seregét bejuttatni Temesvárra, de már a hajdúk megrémültek és többé nem lehetett őket rábírni a harcra. Ott helyben a sereg teljesen szétoszlott és ki-ki amerre látott, elmenekült.
A szerencsétlen Losonczy István sorsa ezzel megpecsételődött. A várkapitány teljesen kétségbeesve végül elfogadta a spanyol parancsnokok követelését, hogy adják át a várat a nagyvezírnek, aki már előzőleg is szabad elvonulással kecsegtette a temesváriakat. Losonczy és megmaradt emberei kivonulóban voltak a várból, de a törökök mégis felkoncolták őket.
Tóth Mihály akcióján kívül ebben a háborúban csak 1556-ban tettek ostromlott felmentésére kísérletet. Szigetvárnál Zrínyi Miklós vonta el a török erőket. Újabb felmentő támadást csak 1566-ban tesznek újra az észak-dunántúli Palota alatt.

## Külső hivatkozás
- AZ 1552-ES TÖRÖK HADJÁRAT MAGYARORSZÁGON (3) Archiválva 2017. szeptember 15-i dátummal a Wayback Machine-ben